# Veronica farinosa
Veronica farinosa är en grobladsväxtart som beskrevs av Heinrich Carl Haussknecht. Veronica farinosa ingår i släktet veronikor, och familjen grobladsväxter. Inga underarter finns listade i Catalogue of Life.